# The Green Papers
The Green Papers – strona internetowa umożliwiająca użytkownikom śledzenie wyborów w Stanach Zjednoczonych i agregująca informacje na temat kandydatów i urzędów.

## Historia
Strona internetowa powstała w 1999 roku. Jej twórcami byli Richard Berg-Andersson i Tony Roza. Byłą to jedna z pierwszych platform umożliwiających monitorowanie przebiegu wyborów.
Początkowo celem strony było przekazywanie informacji na temat wyborów prezydenckich w Stanach Zjednoczonych w 2000 roku i związanych z nimi prawyborów oraz wyjaśnienie użytkownikom procesu wyborczego. Z czasem portal rozwinął się, monitorował każde kolejne wybory i prawybory prezydenckie po 1999 roku, i umożliwił monitorowanie także wyborów do Kongresu oraz różnych innych izb lub urzędów państwowych lub terytorialnych. Zaczął też podawać informacje na temat kandydatów i agregować różne informacje dotyczące historii i urzędów politycznych w Stanach Zjednoczonych.
Twórcy zastrzegli w stopce, że informacje na stronie nie są oficjalne i pochodzą z własnego rozeznania autorów. Mimo to różne media i instytucje polegały na tym portalu, uznając go za wiarygodne źródło informacji. W czasie prawyborów prezydenckich Partii Demokratycznej i prawyborów prezydenckich Partii Republikańskiej przed wyborami w 2016 roku, strona była używana jako źródło informacji na temat wyboru i głosowania delegatów przez Departament Stanu Stanów Zjednoczonych, The New York Times, The Wall Street Journal, The Huffington Post, CNN, National Public Radio i FiveThirtyEight.
Strona nie zmieniła swojego układu i schematu kolorów od jej założenia w 1999 roku.